# Sophira venusta
Sophira venusta är en tvåvingeart som beskrevs av Walker 1856. Sophira venusta ingår i släktet Sophira och familjen borrflugor. Inga underarter finns listade i Catalogue of Life.